# Lista de episódios de Motorcity
Motorcity é uma série animada de televisão americana criada e dirigido por Chris Prynoski. Foi produzida pela Titmouse, Inc. (empresa de Prynoski) e Disney Television Animation. A série foi exibida a partir de 9 de Maio de 2013 no Brasil. No Brasil a série ganhou estilo de série online, que será exibida pelo site do Disney XD Brasil, mas terá alguns de seus episódios transmitidos pelo canal de TV também. Já estão disponíveis quatro episódios da série no site Disney XD Brasil. A série começou a ser exibida também no dia 20 de setembro, de 2014, pelo programa infantil 'TV Globinho', da Rede Globo, assim sendo a exibida a todo sábado.

## Visão geral da série
| Temporada | Temporada | Episódios | Originalmente Exibido (EUA) | Originalmente Exibido (EUA) |
| Temporada | Temporada | Episódios | Estreia da Série            | Final da Série              |
| Temporada | Temporada | Episódios | 30 de abril de 2012         | 7 de janeiro de 2013        |
| Temporada | Temporada | Episódios | Exibido no Brasil           | Exibido no Brasil           |
| Temporada | Temporada | Episódios | Estreia da temporada        | Final da temporada          |
| --------- | --------- | --------- | --------------------------- | --------------------------- |
|           | 1         | 10        | 9 de maio de 2013           | inavaliável                 |

## Lista dos episódios
Nota: Existem mais 10 episódios de Motorcity.

| Nº | Titulo                           | Data ao Ar no Brasil |
| --- | -------------------------------- | -------------------- |
| 1 | "Batalha por Motorcity"          | 9 de maio de 2013    |
| Kane, tenta paralisar Motorcity e no momento de seu ataque ao portão do Lado Leste falha ... ele atrai os Burners para uma armadilha para destruir a Motorcity. Nota: O primeiro episódio esta disponível no site Disney XD. |                                  |                      |
| 2 | "Viagem de Poder"                | 9 de maio de 2013    |
| Quando Burners recebe uma chamada de socorro de Kane Co., eles resgatam um cientista que foi forçado em construir uma célula de poder forte o suficiente para destruir Motorcity. |                                  |                      |
| 3 | "Cavalgando o Relâmpago"         | 9 de maio de 2013    |
| Kane usa um climatizador para causar uma enorme nevasca em Motorcity, e Mike desaparece. Julie, Dutch, e Texas devem pôr de lado suas diferenças para salvar Mike. |                                  |                      |
| 4 | "Texas-Garante Constância!"      | 9 de maio de 2013    |
| Os Burners juntam-se com um outro grupo de resistência chamado Terra, que esta em um lar que tem sido transformada em um depósito de lixo tóxico por Abraham Kane Co. e Texas, que está se sentindo desvalorizado, torna-se muito popular com os seus novos aliados. No entanto, os Burners logo descobrem que seus novos aliados estão escondendo alguns segredos perigosos.                                                                             |                                  |                      |
| 5 | "O Duke de Detroit"              | 2013                 |
| Num incidente com os robôs de Kane, faz com que Mike se torne super protetor de seus amigos, até os burners serem separados. Mike, Chuck, e Julie se deparam em " O Duke da Detroit de Motorcity", de quem a natureza se diz desrespeitosa de Mike coloca-lo em desacordo. Isto leva a repercussões negativas quando o Duke coloca uma recompensa sobre as cabeças dos Burners, e cada grupo rebelde em Motorcity quer colocar em suas mãos.              |                                  |                      |
| 6 | "Vingança"                       | 2013                 |
| Abraham Kane celebra o aniversário de um ano do Mike como uns dos Motorcidadões enviando um bando deRobôsácaros comedores - de - metais para destruir Motorcity. Enquanto os Burners tentam parar o mais recente ataque de Kane, eles encontram-se sabotados por um vilão misterioso mascarado com laços do passado duvidoso de Mike com Kane. |                                  |                      |
| 7 | "Trovão Loiro"                   | 2013                 |
| Chuck tem vindo a desenvolver seu próprio carro por um tempo, mas ainda está faltando uma parte. Quando Mike obtém a peça partir do 'território' do Duke de Detroit, os dois propõem uma aposta - Chuck contra os melhores pilotos de Duke com "Mutt" como o grande prêmio. Para tornar as coisas mais complicadas ao Chuck, Chuck revela a Mike que ele não sabe dirigir, para ajudar o amigo, Mike decide dar ao Chuck um "curso relâmpago" na direção. |                                  |                      |
| 8 | "A Ida de Dutch"                 | 2013                 |
| Dutch já está farto dos Burners monopolizar o seu tempo com as manutenção de carros e sai para trabalhar em sua outra paixão, arte. Mas quando Kane lança um terrível vírus que transforma todos, incluindo os Burners, em feras sem mente, Dutch deve usar sua inteligência e imaginação para salvar o dia. |                                  |                      |
| 9 | "Passeio de Vans da Fantasia"    | 2013                 |
| Quando dois amigos de Chuck do seu Papel de Desempenho no Live Action (PDLA) mundialmente desaparecem, o grupo transformam nos Burners para ajudar. Mas os Burners levam uma enorme surpresa quando enfrentam os Utilitons, os robores malvados que tanto eles como o Kane, tem medo... |                                  |                      |
| 10 | "O Duke de Detroit Apresenta..." | 2013                 |
| Depois de algumas semanas de harmonia em Motorcity, Mike salta a chance de trazer um recipiente de resíduos perigosos de volta para a refinaria. No percurso, os Burners descobrem que o trabalho é tudo parte de "O Duque de Detroit", perigoso novo reality show com Mike e os Burners presos como os astros. |                                  |                      |

| 11 | "Passeio com a van da fantasia" | 2013 |
| Quando a lealdade da Julie para os Burners é questionada, ela decide provar a mesma usando um KaneCo Safe-T-terno para retirar uma perigosa missão sozinho. Só que ela não sabe é que Kane tem o poder de controlar a pessoa dentro de cada Safe-T-Suit, que ele tira o máximo partido de entregá-la contra seus próprios companheiros do time. |                                 |      |

12 Sem medo
Quando Kane desenvolve-se um booster que aumenta as capacidades físicas e elimina o medo, Chuck tenta-lo e as coisas começam a ficar estranho.
13 Noite Violenta
É Halloween no Motorcity e Holandês tem planejado um get juntamente com Mónica Maria, Chuck e Claire. Mas quando os moradores da Terra emboscar os queimadores com um gás especial, a equipe é forçada a enfrentar seus maiores medos, evitando que as Terras de destruir a Fundação de Detroit Deluxe.
14 Tal pai - tal filha
É Halloween no Motorcity e Holandês tem planejado um get juntamente com Mónica Maria, Chuck e Claire. Mas quando os moradores da Terra emboscar os Burners com um gás especial, a equipe é forçada a enfrentar seus maiores medos, evitando de destruir as Terras da Fundação de Detroit Deluxe.
15 Reunião
After a Burner mission goes awry, Dutch is forced to hideout in Detroit Deluxe, where he has an unexpected reunion with his parents.
16 Julie e as Amazonas
Depois carros Burner-logoed infiltrar Motorcity, os queimadores devem provar a sua inocência em 24 horas ou enfrentar o Duque de ira de Detroit.
17 O Torneio dos robôs
Texas involuntariamente entra meninos rodeio Roundup mamãe com seu favorito bot, Roth, como seu parceiro. Mas quando perde o Texas, ele oferece até Roth para saldar a dívida dele, forçando os queimadores para descobrir um jeito de resgatá-lo.
Texas é capturado pelas forças do Kane, e ele tenta convencer Tooley que ele é o verdadeiro poder por trás dos queimadores.
Parte 1 de 2. Um misterioso prisioneiro irrompe de um centro de detenção por meio de um dispositivo poderoso que leva todos os bots do Kane. Os queimadores em seguida fazem uma improvável aliança com o Duque de Detroit, na esperança de encontrar o potencial aliado antes de Kane.
|  | Parte 2 de 2. Com Mike Chilton mantido em cativeiro e Gênesis Pod instantes do Kane sendo activado, os queimadores devem trabalhar juntos para combater a maior ameaça que já enfrentamos e impedir a Motorcity sejam destruídos para sempre. Nota: Este é o episódio final da série. |  |  |
|  | |  |  |
|  | |  |  |